# Al Ahly Tripoli
Al Ahly Tripoli is een Libische voetbalclub uit Tripoli die speelt in de Premier League, de Libische eerste klasse. De club werd in 1950 opgericht.
Remco Boere was hier werkzaam als jeugdtrainer.

## Palmares
- Premier League
  - Landskampioen: 1964, 1971, 1973, 1974, 1978, 1984, 1993, 1994, 1995, 2000 , 2014 , 2016

- Beker van Libië
  - Winnaar: 1976, 1994, 2000, 2001, 2006 , 2016

- Libische Supercup
  - Winnaar: 2000

## Bekende (oud-)trainers
- Remco Boere

Al Ahly Benghazi · Al Ahly Tripoli · Al Akhdar Derna · Al Ittihad Tripoli · Al Jazeera Tripoli · Al Madina Tripoli · Al Nasr Benghazi · Al Olympic Zaouia · Al Shat Tripoli · Al Soukour · Al Tahaddy Benghazi · Al Wahda Tripoli · Khaleej Syrte · Ngom Egdabya